# Escut de Cornudella de Montsant

Representació de l'escut heràldic municipal de Cornudella de Montsant segons el seu blasonament oficial

L'escut de Cornudella de Montsant és un símbol oficial d'aquest municipi del Priorat i es descriu mitjançant el llenguatge tècnic de l'heràldica amb el següent blasonament:
«Escut caironat: d'or, un cor de gules; el cap de sable. Per timbre una corona mural de vila.»

## Disseny
La composició de l'escut està formada sobre un fons en forma de quadrat recolzat sobre un dels seus vèrtexs, anomenat escut caironat, segons la configuració difosa a Catalunya i d'altres indrets de l'antiga Corona d'Aragó i adoptada per l'administració a les seves especificacions per al disseny oficial dels municipis dels ens locals. És de color groc (or), amb una representació simbòlica d'un cor, omplint el màxim d'espai possible i sense tocar les vores de l'escut, de color vermell (gules). La part superior de l'escut (el cap) té una alçada igual a un terç de l'ample, i diu que va de color negre (sable).
L'escut està acompanyat a la part superior d'un timbre en forma de corona mural, que és l'adoptada pel Departament de Governació d'Administracions Locals de la Generalitat de Catalunya per timbrar genèricament els escuts dels municipis. En aquest cas, es tracta d'una corona mural de vila, que bàsicament és un llenç de muralla groc (or) amb portes i finestres de color negre (tancat de sable), amb vuit torres merletades, de les quals se'n veuen cinc.

## Història

Escut d'armes de la casa dels Entença

Va ser aprovat el 17 de desembre de 1984 i publicat al DOGC número 510 de 6 de febrer de 1985.
L'escut està representat sobre les armes dels Entença (d'or, el cap de sable), car des del segle xiii Cornudella va pertànyer a la seva baronia. El cor és un senyal parlant al·lusiu al nom de la vila.